# ريك باري
ريك باري (بالإنجليزية: Rick Barry) مواليد 28 مارس 1944 في إليزابيث، هو لاعب كرة سلة أمريكي سابق أصبح مدرباً بدأ مسيرته الاحترافية في سنة 1965. يبلغ طوله 6 قدم 7 بوصة (2.0 م). اعتزل اللعب في 1980.

## فرق لعب لها
- غولدن ستايت ووريورز
- بروكلين نتس
- هيوستن روكتس

## روابط خارجية
- ريك باري على موقع IMDb (الإنجليزية)
- ريك باري على موقع الموسوعة البريطانية (الإنجليزية)
- ريك باري على موقع إن إن دي بي (الإنجليزية)
- ريك باري على موقع قاعدة بيانات الفيلم (الإنجليزية)
- ريك باري على موقع إن بي أي (الإنجليزية)
- ريك باري على موقع سبورتس رفرنس (الإنجليزية)
- ريك باري على موقع كلية كرة السلة في سبورتس رفرنس.كوم (الإنجليزية)
- ريك باري على موقع ريلجم (الإنجليزية)
- ريك باري على موقع بروبوليرز (الإنجليزية)
- ريك باري على موقع قاعة المشاهير الجامعة الوطنية لكرة السلة (الإنجليزية)
- ريك باري على موقع قاعة فلوريدا للمشاهير الرياضية (الإنجليزية)
- ريك باري على موقع قاعة كاليفورنيا للمشاهير الرياضية (الإنجليزية)